# Кремнистый туф

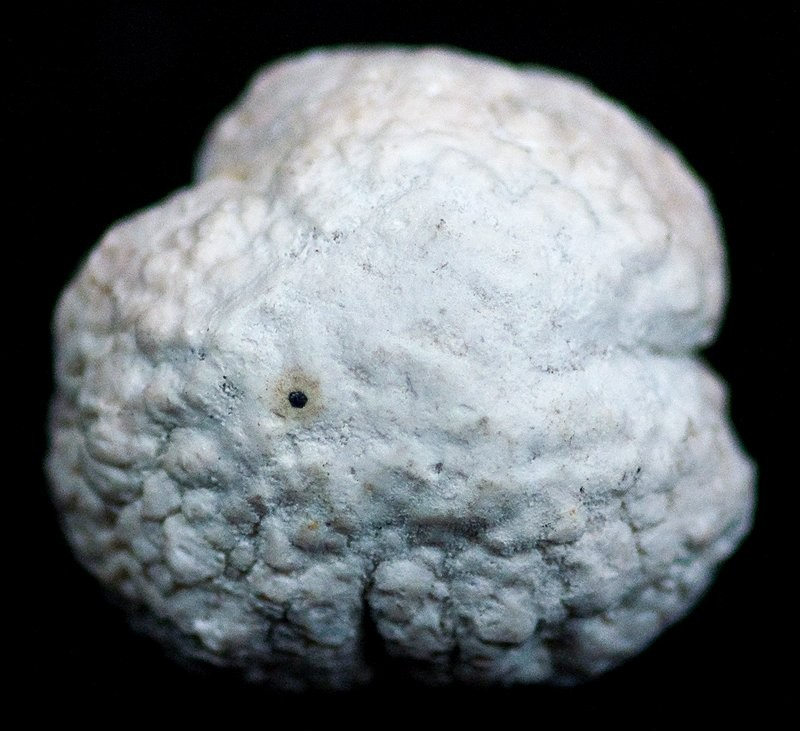
Кремнистый туф (гейзерит)

Кремнистый туф (гейзерит) — хемогенная порода, состоящая из опала. Бывает серого, белого, коричневого и розового цветов.
Используется как строительный материал.

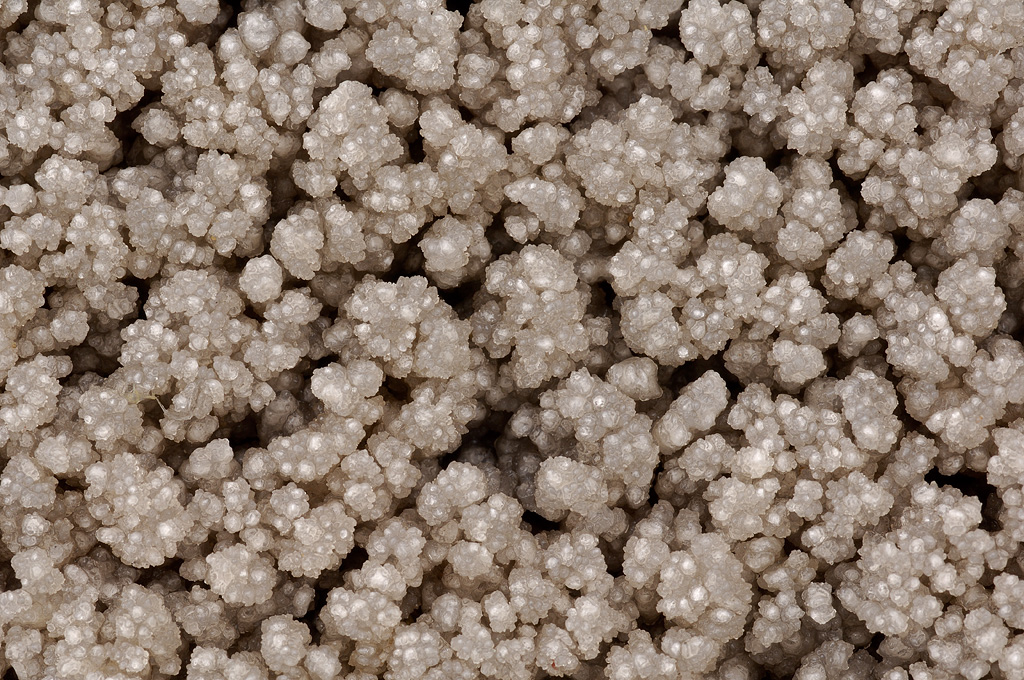
Гейзерит гейзера Жемчужный

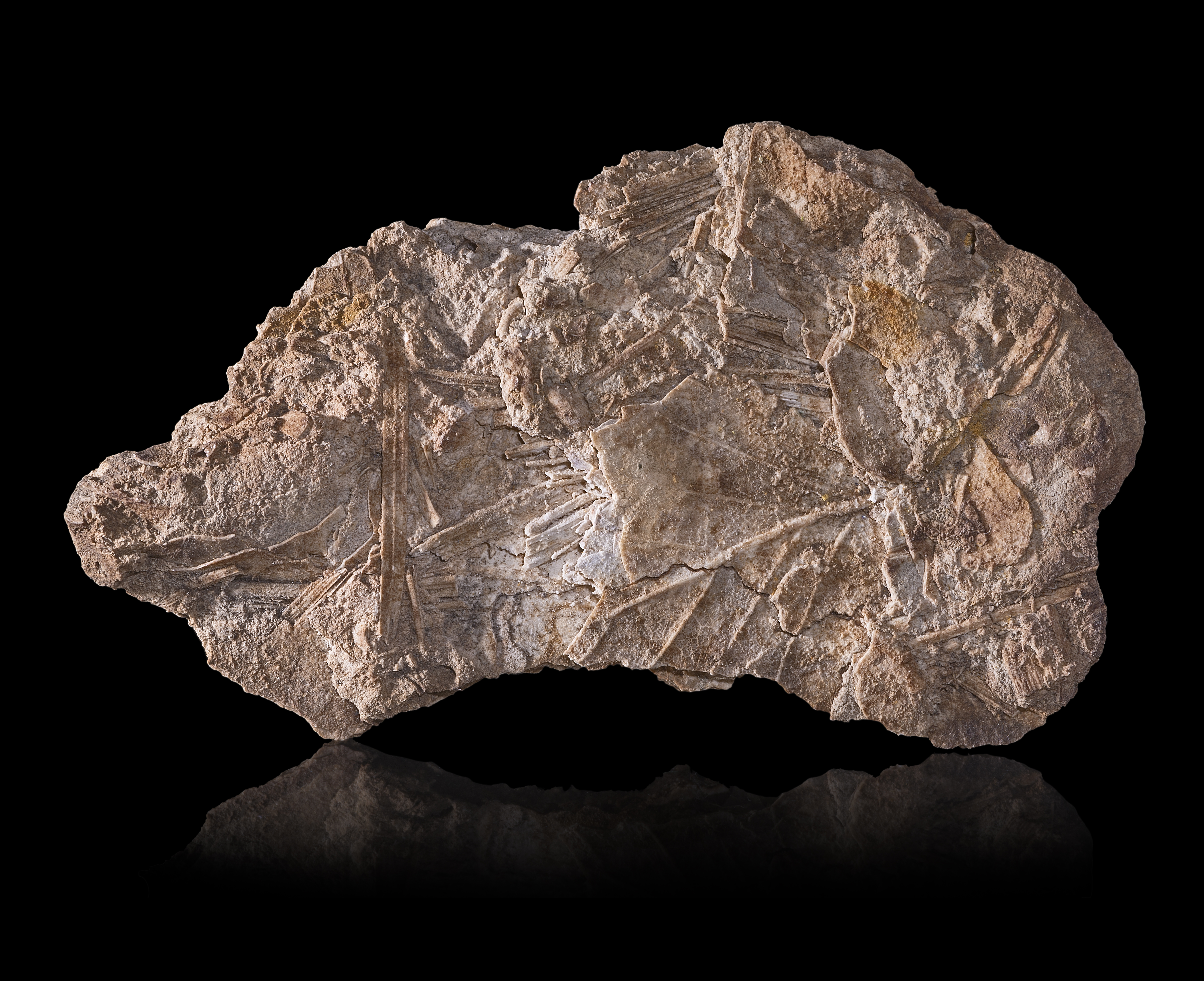
Кремнистый туф

## Отличительные признаки
Для кремнистого туфа характерны пористое, плотное строение, больша́я твёрдость (оставляет царапину на стекле). Цвет белый, сероватый, желтоватый, бурый, красный, пёстрый.
Напоминает известковый туф, но отличается тем, что кремнистый туф не реагирует с разбавленной соляной кислотой и обладает большей твёрдостью.

## Происхождение
Выделяется в виде химического осадка у выходов горячих источников и гейзеров, содержащих растворённый кремнезём.

## Применение
При взаимодействии с соляной кислотой даёт хлорсульфоновую кислоту.

## Месторождения
Кремнистый туф встречается в вулканических районах.
В России он распространён на Камчатке. В других странах крупные залежи находятся в Йеллоустонском национальном парке (Северная Америка) и Исландии.